# Euripides

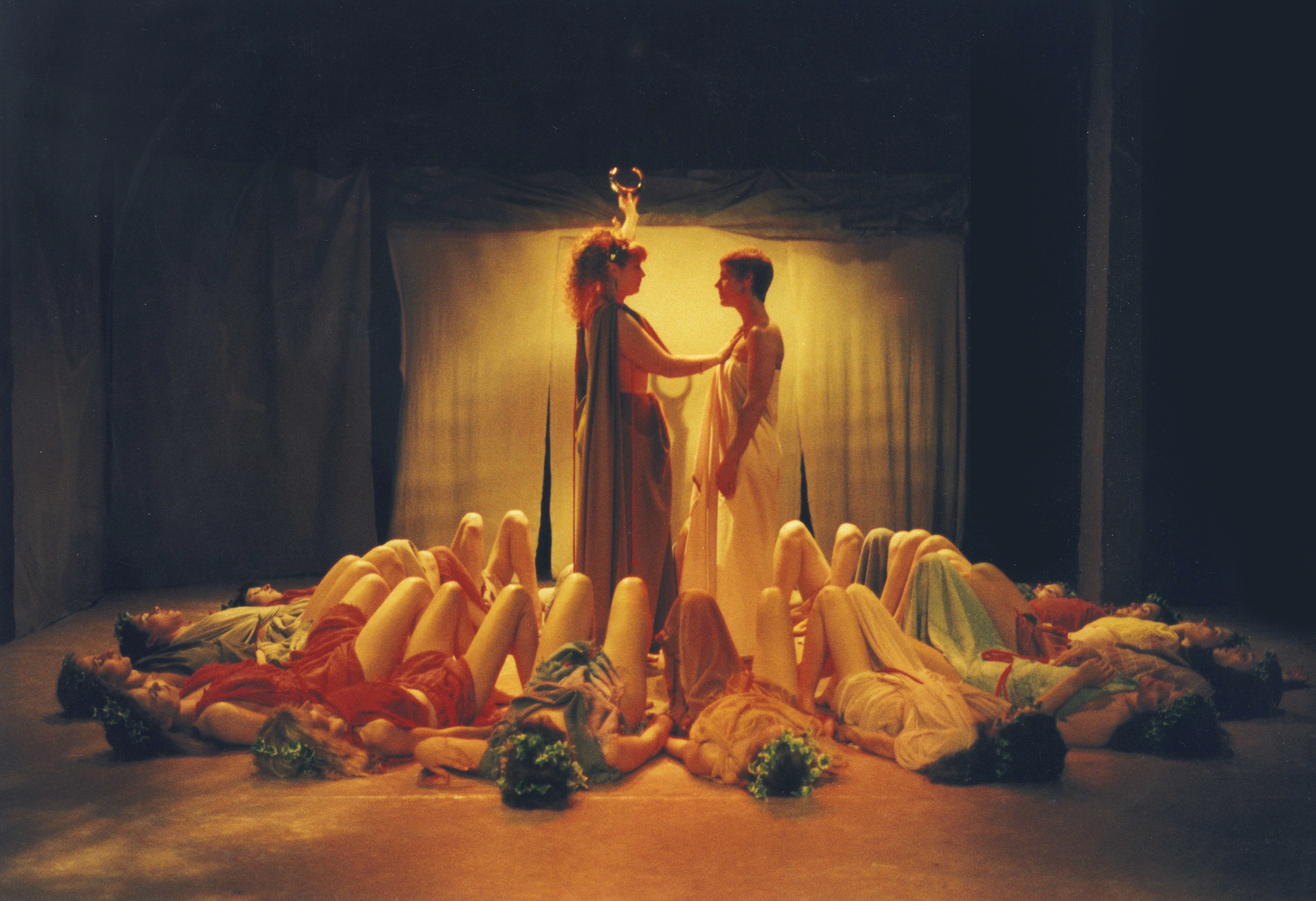
Backanterna teaterpjäs i modern uppsättning av Eurípides

Euripídes, född omkring 480 f.Kr., död omkring 406 f.Kr., var en grekisk tragediförfattare. Han är, vid sidan av Aischylos och Sofokles, Greklands store tragöd. Av hans omkring åttio dramer finns idag arton bevarade, varav några översatts till svenska av Hjalmar Gullberg.
Aischylos skildrar gudar som moraliskt vägledande medan Sofokles skildrar dem som styrande i människans öden. I Euripides berättelser är däremot gudarna förmänskligade: De visas upp som hänsynslösa översittare och Euripides sympatier ligger helt hos människan och hennes kamp för ett anständigt liv.
Euripides analyser av moraliska problem har i hög grad behållit sin giltighet. Han utsatte även gudarna för mänskliga moraliska värderingar. Hans inflytande på det europeiska dramat blev stort; han inledde den psykologiserade dramatiken.

## Utmärkelser
Asteroiden 2930 Euripides är uppkallad efter honom.